# زیباچمچه
زیباچمچه (نام علمی: Calospatha) نام یک سرده از تیره نخل است.